# Klopjeswoningen
De klopjeswoningen (Twents: Kloppershuuskes) is een rijksmonument in de Overijsselse gemeente Borne. De kloppenkamer werd in 1786 aangebouwd aan een bestaande woning in opdracht van het echtpaar Janne Schildman en Janna Bloemen. 
In de kloppenkamer kon een 'klopje' slapen, een vrouw die vrijwillig een religieus leven kiest, tussen dat van een klooster en dat van de wereld. Deze katholieke vrouwen waren vooral belangrijk om gelovigen te melden als de priester een geheime mis opdroeg. Twentenaren noemde hen vaak ‘bidjannöakes’, elders in het land heetten ze ook wel begijntjes of kwezels.
Hoewel er in de 19e eeuw nog honderden van dit soort klopjeswoningen in Twente te zien waren, is dit de enige nog originele.

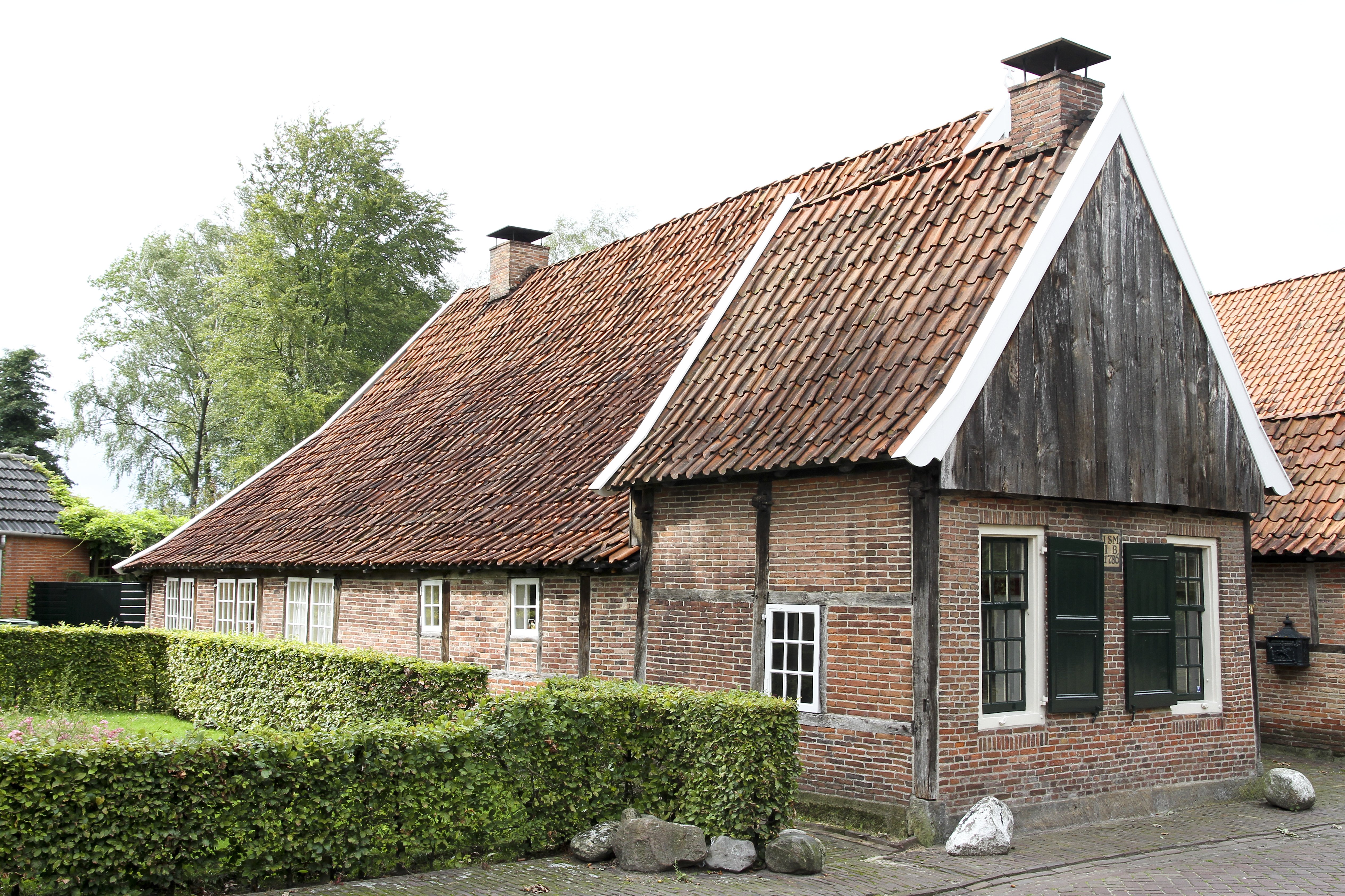
zijgevel